# Шароль (округ)
Округ Шароль (фр. Arrondissement de Charolles) — округ у Франції, в департаменті Сона і Луара. 2023 року округ об'єднував 126 муніципалітетів, населення становило 85 570 осіб.
Адміністративний центр (супрефектура) — Шароль.

## Муніципалітети
Список муніципалітетів округу та їхні коди INSEE:
1. Аманзе (71006)
2. Англюр-су-Ден (71008)
3. Анзі-ле-Дюк (71011)
4. Арте (71012)
5. Баллор (71017)
6. Барон (71021)
7. Бобері (71025)
8. Бодмон (71022)
9. Божі (71024)
10. Бріан (71060)
11. Буа-Сент-Марі (71041)
12. Бур-ле-Конт (71048)
13. Бурбон-Лансі (71047)
14. Ванденесс-лес-Шароль (71564)
15. Ванденесс-сюр-Арру (71565)
16. Варей (71553)
17. Варенн-л'Арконс (71554)
18. Варенн-Сен-Жермен (71557)
19. Варенн-су-Ден (71559)
20. Вендесі (71581)
21. Версог (71573)
22. Вірі (71586)
23. Вітрі-ан-Шаролле (71588)
24. Вітрі-сюр-Луар (71589)
25. Вобан (71561)
26. Водбарр'є (71562)
27. Волевр (71590)
28. Геньон (71230)
29. Гранво (71224)
30. Грюрі (71227)
31. Дігуен (71176)
32. Діо (71185)
33. Домп'єрр-су-Санвінь (71179)
34. Жибль (71218)
35. Жії-сюр-Луар (71220)
36. Ігеранд (71238)
37. Іссі-л'Евек (71239)
38. Клессі (71136)
39. Коломб'єр-ан-Брійонне (71141)
40. Крессі-сюр-Сомм (71152)
41. Крона (71155)
42. Кублан (71148)
43. Кюзі (71166)
44. Кюрбіньї (71160)
45. Кюрден (71161)
46. Ла-Клетт (71133)
47. Ла-Мотт-Сен-Жан (71325)
48. Ла-Шапель-о-Манс (71088)
49. Ла-Шапель-су-Ден (71095)
50. Ле-Герро (71229)
51. Ле-Руссе-Маризі (71279)
52. Лем (71255)
53. Ліньї-ан-Брійонне (71259)
54. Л'Опіталь-ле-Мерсьє (71233)
55. Люньї-ле-Шароль (71268)
56. Маї (71271)
57. Мальта (71273)
58. Марлі-су-Іссі (71280)
59. Марлі-сюр-Арру (71281)
60. Марсії-ла-Герс (71276)
61. Марсіньї (71275)
62. Мартіньї-ле-Конт (71285)
63. Меле (71291)
64. Мон (71301)
65. Монмор (71317)
66. Монсо-л'Етуаль (71307)
67. Морне (71323)
68. Мюссі-су-Ден (71327)
69. Неві-Граншам (71330)
70. Ношиз (71331)
71. Озоль (71339)
72. Отфон (71232)
73. Паленж (71340)
74. Паре-ле-Моньяль (71342)
75. Перриньї-сюр-Луар (71348)
76. Призі (71361)
77. Пуассон (71354)
78. Риньї-сюр-Арру (71370)
79. Саррі (71500)
80. Семюр-ан-Брійонне (71510)
81. Сен-Бонне-де-Кре (71393)
82. Сен-Бонне-де-Жу (71394)
83. Сен-Бонне-де-В'єй-Вінь (71395)
84. Сен-Венсан-Браньї (71490)
85. Сен-Дідьєр-ан-Брійонне (71406)
86. Сен-Жермен-ан-Брійонне (71421)
87. Сен-Жульєн-де-Сіврі (71433)
88. Сен-Жульєн-де-Жонзі (71434)
89. Сен-Кристоф-ан-Брійонне (71399)
90. Сен-Леже-ле-Паре (71439)
91. Сен-Лорант-ан-Брійонне (71437)
92. Сен-Мартен-де-Ліксі (71451)
93. Сен-Мартен-дю-Лак (71453)
94. Сен-Морис-ле-Шатонеф (71463)
95. Сен-Рашо (71473)
96. Сен-Ромен-су-Версіньї (71478)
97. Сен-Семфор'ян-де-Буа (71483)
98. Сент-Аньян (71382)
99. Сент-Едмон (71408)
100. Сент-Іан (71491)
101. Сент-Іньї-де-Рош (71428)
102. Сент-Обен-ан-Шаролле (71388)
103. Сент-Обен-сюр-Луар (71389)
104. Сент-Радегонд (71474)
105. Сент-Фуа (71415)
106. Серон (71071)
107. Сюен (71529)
108. Танкон (71533)
109. Тулон-сюр-Арру (71542)
110. Уає (71337)
111. Удрі (71334)
112. Уру-су-ле-Буа-Сент-Марі (71335)
113. Флері-ла-Монтань (71200)
114. Фонтене (71203)
115. Шальму (71075)
116. Шамбії (71077)
117. Шамплесі (71082)
118. Шанжі (71086)
119. Шароль (71106)
120. Шассі (71111)
121. Шассіньї-су-Ден (71110)
122. Шатене (71116)
123. Шатонеф (71113)
124. Шене-ле-Шатель (71123)
125. Шоффай (71120)
126. Юксо (71552)